# ديديه سيناك
ديديه سيناك (2 أكتوبر 1958

 في سانت دينيس) (بالفرنسية: Didier Sénac)‏ لاعب كرة قدم فرنسي معتزل كان يجيد اللعب في خط الدفاع .
لعب سيناك في أندية لنس (1977-1988) بوردو (1988-1995) تولوز (1995-1996) كريتيل (1996-1998) .
ساهم سيناك في تتويج نادي بوردو ببطولة دوري الدرجة الثانية موسم 1991/1992 .
شارك سيناك مع منتخب فرنسا في 3 مباريات دولية في الفترة من 1984 إلى 1987 .
تولى سيناك تدريب نادي لنس لفترة بسيطة في سنة 2001 .

## روابط خارجية
- ديديه سيناك على موقع قاعدة بيانات كرة القدم.إي يو (الإنجليزية)
- ديديه سيناك على موقع ناشيونال فوتبول تيمز (الإنجليزية)
- ديديه سيناك على موقع أوليمبيديا (الإنجليزية)